# Esteban Areta
Esteban Areta Vélez (Pamplona, 14 aprile 1932 – 9 luglio 2007) è stato un calciatore spagnolo, di ruolo attaccante.

## Carriera
Giocò nella massima serie del campionato spagnolo con varie squadre.
Nel 1961 giocò la sua unica partita con la Nazionale di calcio spagnola.